# Red Hook (Nowy Jork)
Red Hook – miasto w Stanach Zjednoczonych, w stanie Nowy Jork, w hrabstwie Dutchess. Według danych na rok 2019 miasto zamieszkiwały 11 124 osoby, a gęstość zaludnienia wyniosła 118,8 os./km². Burmistrzem jest Robert McKeon.

## Demografia
Ludność historyczna:
| Rok                         | 1990  | 2000   | 2010   | 2020   |
| --------------------------- | ----- | ------ | ------ | ------ |
| Ludność                     | 9565  | 10 366 | 11 338 | 11 124 |
| Gęstość zaludnienia os./km² | 102,2 | 110,7  | 121,1  | 118,8  |

Ludność według grup wiekowych na rok 2010:
| Wiek                                | 0–9 lat | 10–19 lat | 20–29 lat | 30–39 lat | 40–49 lat | 50–59 lat | 60–69 lat | 70–79 lat | 80+ lat |
| ----------------------------------- | ------- | --------- | --------- | --------- | --------- | --------- | --------- | --------- | ------- |
| Liczba osób w danej grupie wiekowej | 997     | 2168      | 1938      | 860       | 1516      | 1705      | 1076      | 648       | 411     |

Struktura płci na rok 2010:
| Płeć                         | Mężczyźni | Kobiety |
| ---------------------------- | --------- | ------- |
| Liczba osób w danej płci     | 5500      | 5 819   |
| Liczba osób w danej płci w % | 48,6      | 51,4    |

## Klimat
Klimat jest umiarkowany. Średnia temperatura wynosi 9°C. Najcieplejszym miesiącem jest lipiec (21°C), a najzimniejszym miesiącem jest styczeń (–7°C).  Średnie opady wynoszą 1368 milimetrów rocznie. Najbardziej wilgotnym miesiącem jest czerwiec (153 milimetry opadów), a najbardziej suchym miesiącem jest marzec (76 milimetrów opadów). 

## Transport
Przez miasto przebiega autostrada New York State Route 9G, łącząca Red Hook z Hudson oraz z Poughkeepsie.